# Oratoire Notre-Dame-de-Grâce de Corne-Biche
L’oratoire Notre-Dame-de-Grâce, dit tour de la Vierge, de la Madone ou encore du Rocher-Corne-Biche, est un édifice religieux catholique situé dans la forêt de Fontainebleau, en France.

## Situation et accès
L’édifice est situé au sommet du rocher de Corne-Biche (aussi orthographié Cornebiche), à l’ouest de la forêt de Fontainebleau et au sud-est de la commune d’Arbonne-la-Forêt. Plus largement, il se trouve dans le département de Seine-et-Marne, en région Île-de-France.

## Histoire

### Fondation
L’oratoire en lui-même est fondé en 1862. Ce n’est que le 10 mai 1895 à l’occasion d’une fête religieuse en l’honneur de Notre-Dame des Champs (protectrice de l’agriculture) qu’une statue la représentant, réalisée par Joseph Lefèvre, est installée au sommet de la tour : une messe est d’abord célébrée à 10 h 30 à Saint-Martin-en-Bière, puis un salut solennel et une allocution prononcés à 14 h à Arbonne avant un départ en procession une demi-heure plus tard vers les lieux pour l’érection. Un discours est alors prononcé par l’abbé Garnier et la statue est à cette occasion bénie par l’abbé Séroin (chanoine honoraire, curé-doyen à Melun). Le 4 août 1897, l’oratoire et les plantations alentour sont en proie à un important incendie.

### Conversion personnelle et restauration
L’oratoire motive en 1906 une conversion personnelle au catholicisme : celle de l’homme de lettres anarchiste Adolphe Retté. La tour est finalement acquise en 1937 avec son terrain par plusieurs notabilités. Paraissant abandonnée depuis plusieurs années, elle est restaurée par les nouveaux acquéreurs et le groupe des Amis d’Adolphe Retté. Une cérémonie d’inauguration a lieu le 15 septembre 1938,.

## Structure
La tour est faite de grès.